# Horch 850

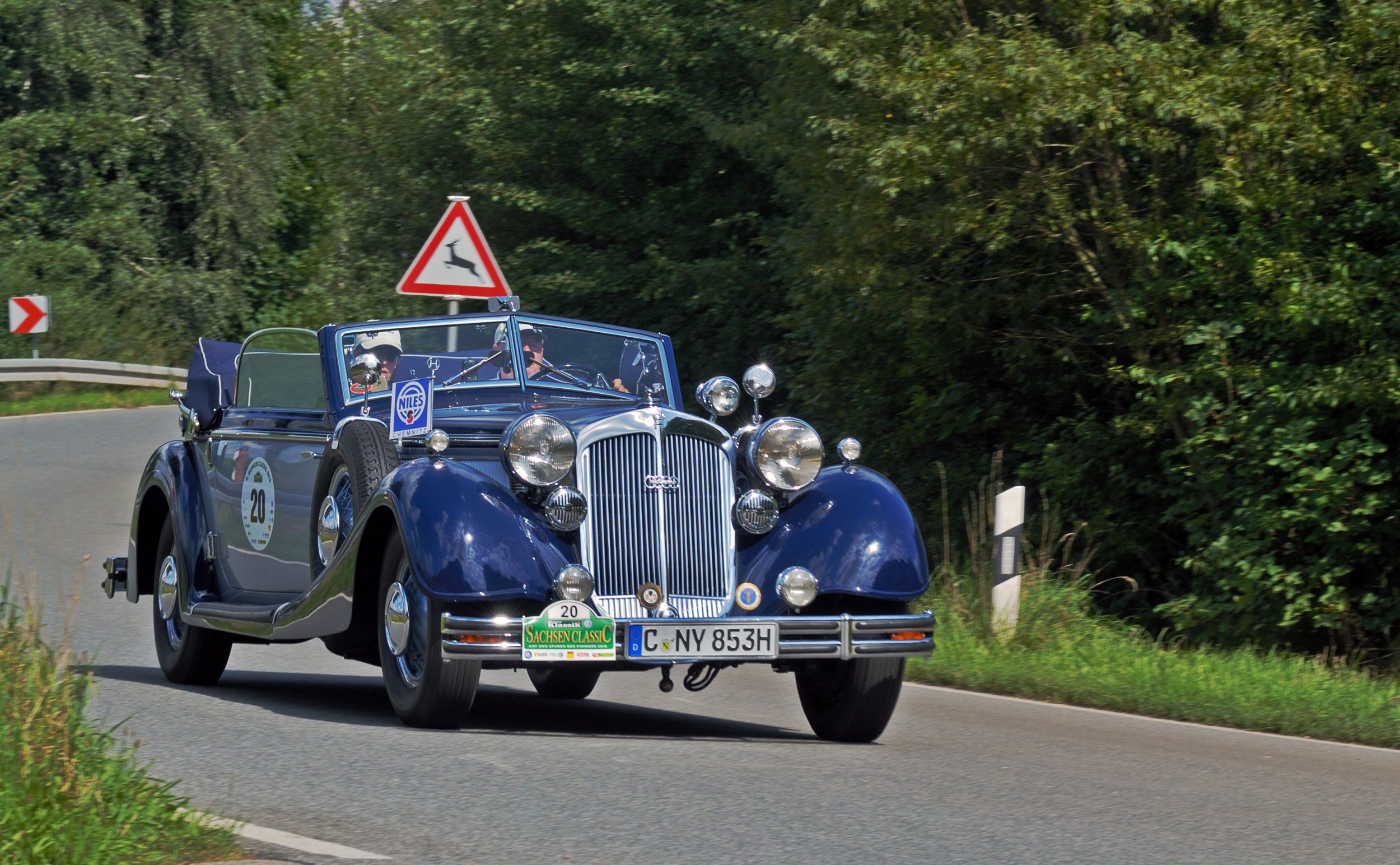
Horch 853 (1937)

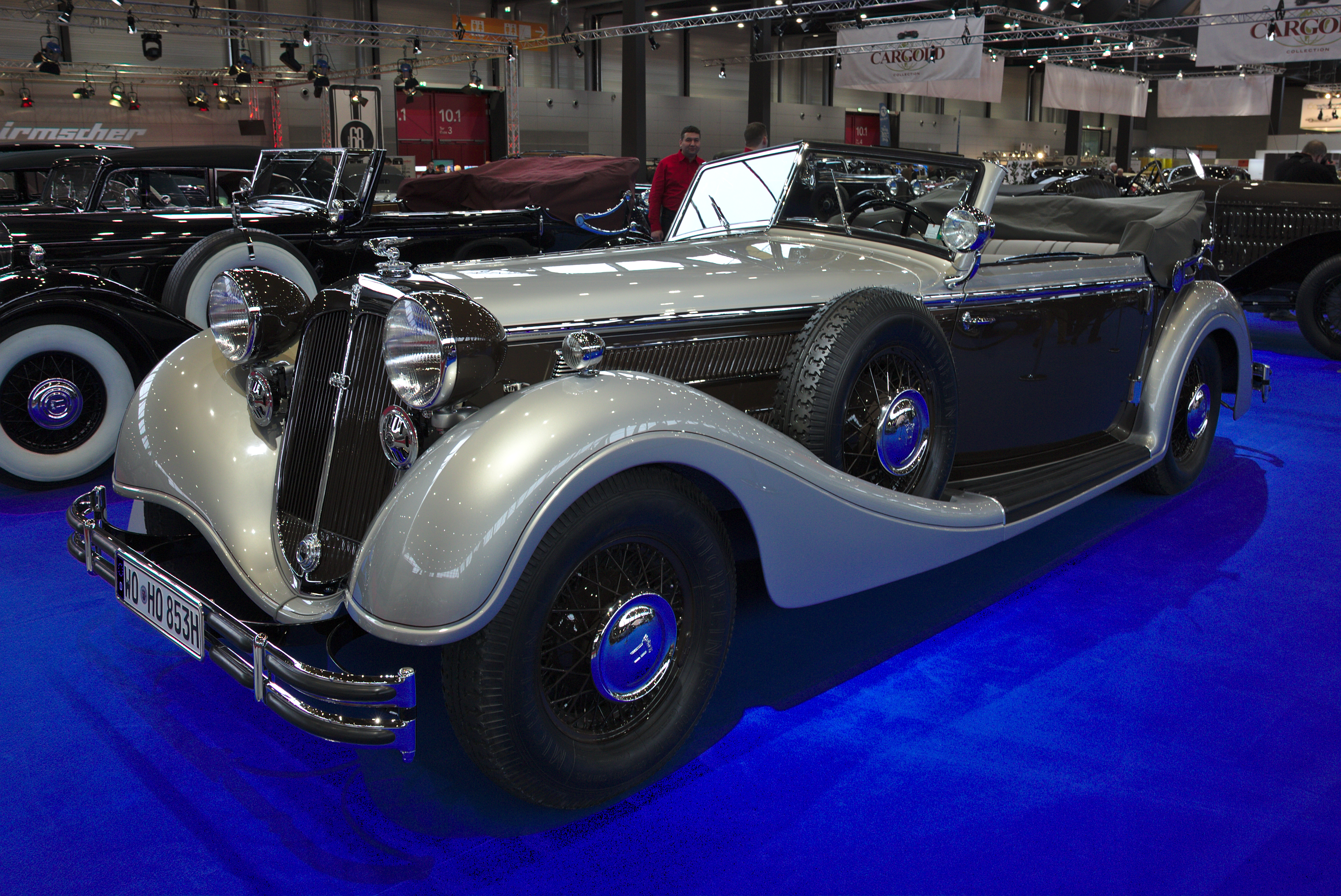
Horch 853 A Sport Cabriolet (1938)

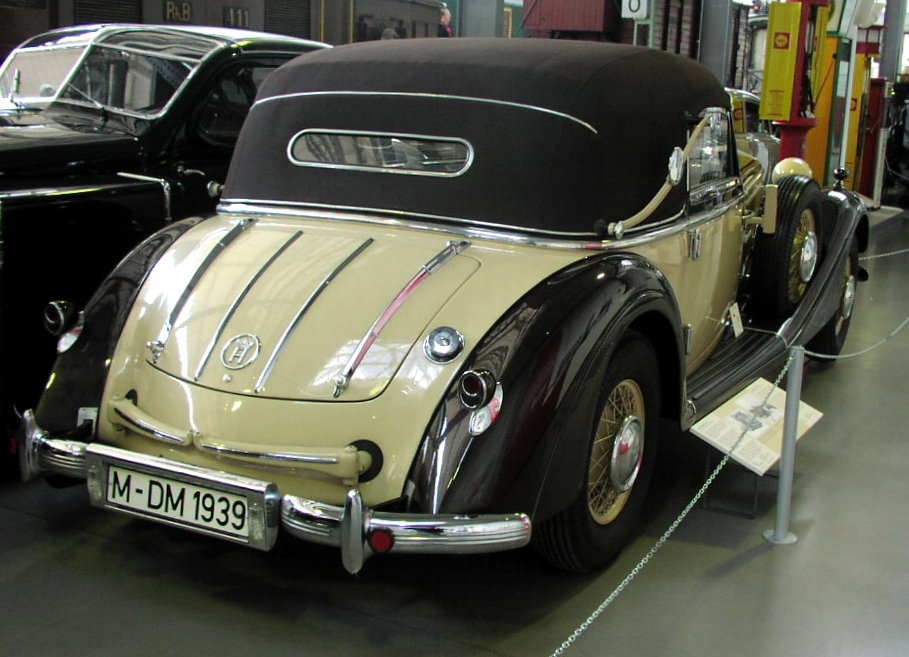
Horch 853 A Sport Cabriolet (1939)

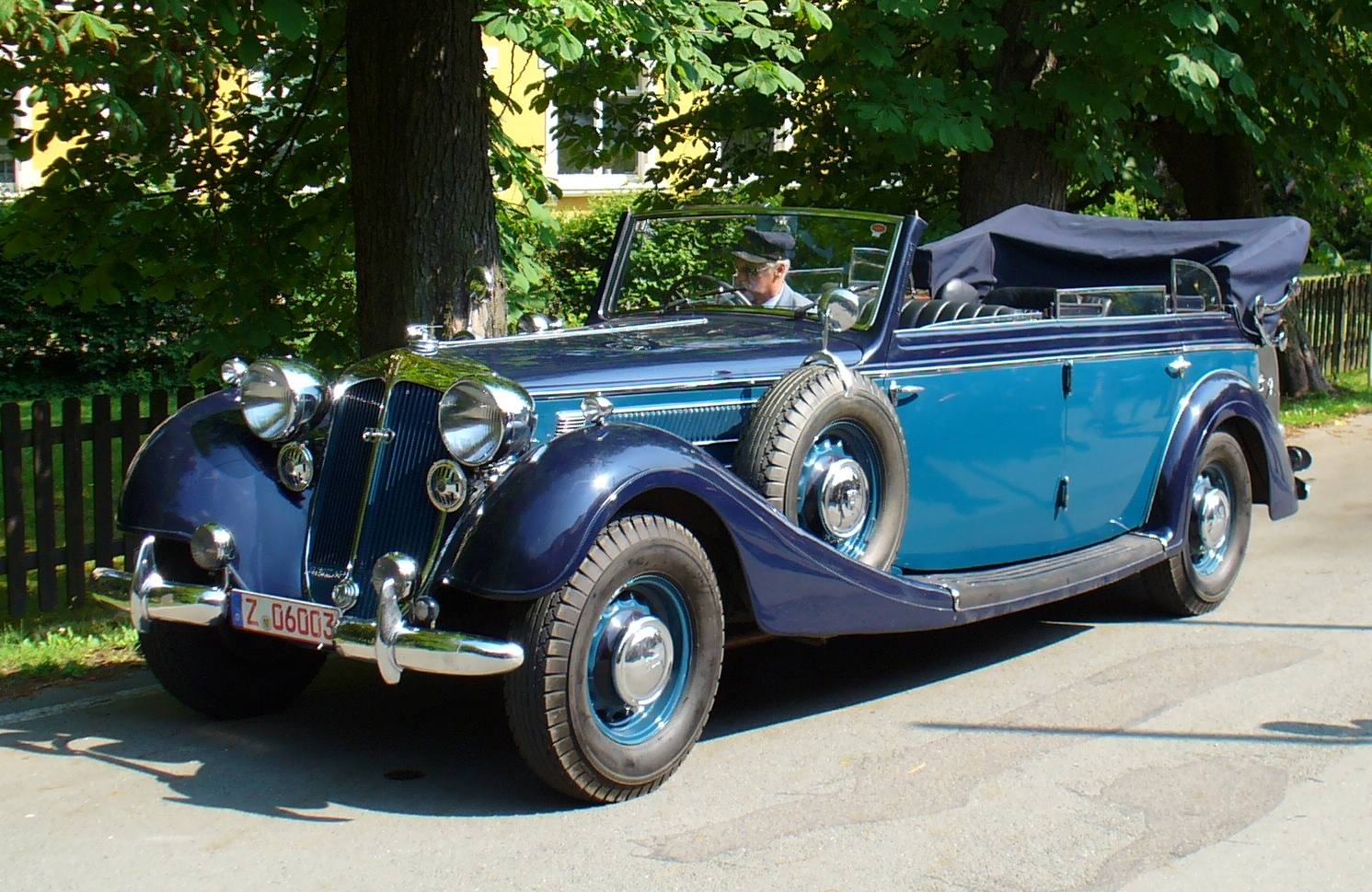
Horch 951 A Pullman-Cabriolet mit Gläser-Karosserie
(1937)
Ehemaliger Dienstwagen der deutschen Botschafter in Argentinien

Der Horch 850 war ein Pkw der Oberklasse mit Achtzylinder-Reihenmotor, den die zur Auto Union AG gehörende deutsche Marke Horch 1935 als Nachfolger des Typs 500 B (Horch 8) herausbrachte. Im Zwickauer Horch-Werk wurden bis zur kriegsbedingten Einstellung des 850-Nachfolgers Horch 951 A im Jahre 1940 ca. 2200 Fahrzeuge aller Varianten gebaut.

## Modellgeschichte
Die Fahrzeuge hatten einen vorne eingebauten 5-Liter-Achtzylinder-Reihenmotor, der 100 PS leistete. Die obenliegende Nockenwelle wurde über eine Königswelle angetrieben. Über ein Vierganggetriebe mit Schalthebel in der Wagenmitte wurden die Hinterräder angetrieben. Auf Wunsch war ein „Schnellgang“-Zusatzgetriebe (Overdrive) erhältlich, das mit einem zusätzlichen Schalthebel aktiviert wurde. Das Fahrgestell mit 3,75 m Radstand entsprach weitgehend dem Vorgängermodell Horch 500 B, jedoch wurde der Leiterrahmen mit Kreuztraverse nicht mehr aus offenen U-Profilen, sondern steiferen Kastenprofilen gefertigt, die aber 100 kg mehr wogen. Die Radaufhängungen bestanden nun vorn aus zwei Querblattfedern, hinten wurde die Starrachse mit Underslung-Halbfedern des Vorgängers verwendet. Alle Versionen hatten Trommelbremsen mit hydraulischer Betätigung („Öldruckbremse“) und Bosch-Dewandre-Saugluftunterstützung (Servobremse). Der im Heck befindliche Kraftstofftank fasste 95 Liter, die bei einem Durchschnittsverbrauch von 22 l/100 km für über 400 km Reichweite sorgten. Die werksintern Horch 851 genannte Variante hatte u. a. zusätzliche Innenausstattung mit versenkbarer Trennscheibe zum Fahrer, Doppel-Stoßstangen sowie größere Reifen.
Zusätzlich war bis Ende 1936 im Programm das werksintern Typ 853 genannte zweitürige Cabriolet Horch 850 Sport mit 25 cm weniger Radstand (3,5 m) und einer hinteren „Doppelgelenkachse“ (De-Dion-Achse) anstelle der Starrachse. Die Pullman-Limousinen und die Sport-Cabriolets fertigte der Horch-Karosseriebau selbst, während Gläser in Dresden auf die aus Zwickau gelieferten Fahrgestelle die viertürigen Pullman-Cabriolet-Karosserien baute. Auf Wunsch waren auch Sonderkarosserien anderer Hersteller lieferbar.
Mit einer geänderten Nockenwelle und dem von 5,8 auf 6,1:1 erhöhten Verdichtungsverhältnis stieg 1937 die Motorleistung auf 120 PS. Die Sonderkarosserien entfielen. Ebenfalls 1937 wurde als Nachfolger des Typs 851 der Horch 951 mit einer um 9 cm längeren Karosserie (5,64 m) vorgestellt. Der Wagen mit Lochscheiben- oder Drahtspeichenrädern hatte jetzt ebenfalls die De-Dion-(„Doppelgelenk“)-Hinterachse des Typs 853. Im gleichen Jahr folgte der Horch 951 A mit serienmäßigem Overdrive, der nun als Autobahn-„Ferngang“ bezeichnet wurde. Der bis 1940 gebaute 951 A war auch als viertüriges Cabriolet und sechssitziger Tourenwagen erhältlich.
Das nun auch offiziell Horch 853 genannte Sport-Cabriolet erhielt 1937 ebenfalls den stärkeren 120-PS-Motor. Das Modell hatte 5 cm weniger Radstand (3,45 m) als sein Vorgänger 850 Sport. Der Nachfolger Horch 853 A mit serienmäßigem Autobahn-„Ferngang“ kam noch im gleichen Jahr.
Als spezielle Ausführung des 853 A Roadster erschien 1938 der Horch 855 mit einem auf 3,3 m Radstand verkürzten Fahrgestell. Kriegsbedingt wurde 1939 die Produktion aller Sport-Cabriolet und -Roadster eingestellt.
Die Pullman-Modelle mit langem Radstand (850/851, 951/951 A) wurden ca. 1200 mal gebaut, die Sport-Cabriolets (850 Sport, 853/853 A) ca. 1000 mal. Vom kurzen Spezial-Roadster Horch 855 entstanden bei Horch drei Exemplare; nach anderen Angaben sieben.
Schätzungsweise 10 bis 15 Prozent aller 853/853 A-Fahrgestelle erhielten einzeln gefertigte Spezialkarosserien. So baute Erdmann & Rossi 1937 auf Basis des Horch 853 einen Privatwagen für den Rennfahrer Bernd Rosemeyer, der dieses zweisitzige Coupé „Manuela“ nannte.

## Technische Daten im Vergleich

### Typen 850, 851, 951 und 951 A
|                       | 850                                    | 851                                    | 951                                    | 951 A                                  |
| --------------------- | -------------------------------------- | -------------------------------------- | -------------------------------------- | -------------------------------------- |
| Baujahre              | 1935–1937                              | 1937–1938                              | 1937                                   | 1938–1940                              |
| Aufbauten             | PL4, PC4, SA                           | PL4, PC4                               | PL4, PC4                               | T6, PL4, PC4, Cb4                      |
| Motor                 | Reihen-Achtzylinder-Viertakt-Ottomotor | Reihen-Achtzylinder-Viertakt-Ottomotor | Reihen-Achtzylinder-Viertakt-Ottomotor | Reihen-Achtzylinder-Viertakt-Ottomotor |
| Ventilsteuerung       | obengesteuert (OHC)                    | obengesteuert (OHC)                    | obengesteuert (OHC)                    | obengesteuert (OHC)                    |
| Bohrung × Hub         | 87 mm × 104 mm                         | 87 mm × 104 mm                         | 87 mm × 104 mm                         | 87 mm × 104 mm                         |
| Hubraum               | 4944 cm³                               | 4944 cm³                               | 4944 cm³                               | 4944 cm³                               |
| Nennleistung          | 100 PS (73,5 kW)                       | 120 PS (88,3 kW)                       | 120 PS (88,3 kW)                       | 120 PS (88,3 kW)                       |
| Verbrauch             | 22 l/100 km                            | 22 l/100 km                            | 23 l/100 km                            | 23 l/100 km                            |
| Höchstgeschwindigkeit | 125 km/h                               | 125 km/h                               | 130 km/h                               | 130 km/h                               |
| Leergewicht           | 2650 kg                                | 2650 kg                                | 2810 kg                                | 2810 kg                                |
| zul. Gesamtgewicht    | 3150 kg                                | 3150 kg                                | 3260 kg                                | 3260 kg                                |
| Bordspannung          | 12 Volt                                | 12 Volt                                | 12 Volt                                | 12 Volt                                |
| Länge                 | 5550 mm                                | 5550 mm                                | 5640 mm                                | 5640 mm                                |
| Breite                | 1820 mm                                | 1820 mm                                | 1840 mm                                | 1840 mm                                |
| Höhe                  | 1770 mm                                | 1770 mm                                | 1740 mm                                | 1740 mm                                |
| Radstand              | 3750 mm                                | 3750 mm                                | 3750 mm                                | 3750 mm                                |
| Spur vorne/hinten     | 1470 mm/1500 mm                        | 1470 mm/1500 mm                        | 1510 mm/1516 mm                        | 1510 mm/1516 mm                        |
| Wendekreis            | 16,5 m                                 | 16,5 m                                 | 16,5 m                                 | 16,5 m                                 |

### Typen 850 Sport, 853, 853 A und 855

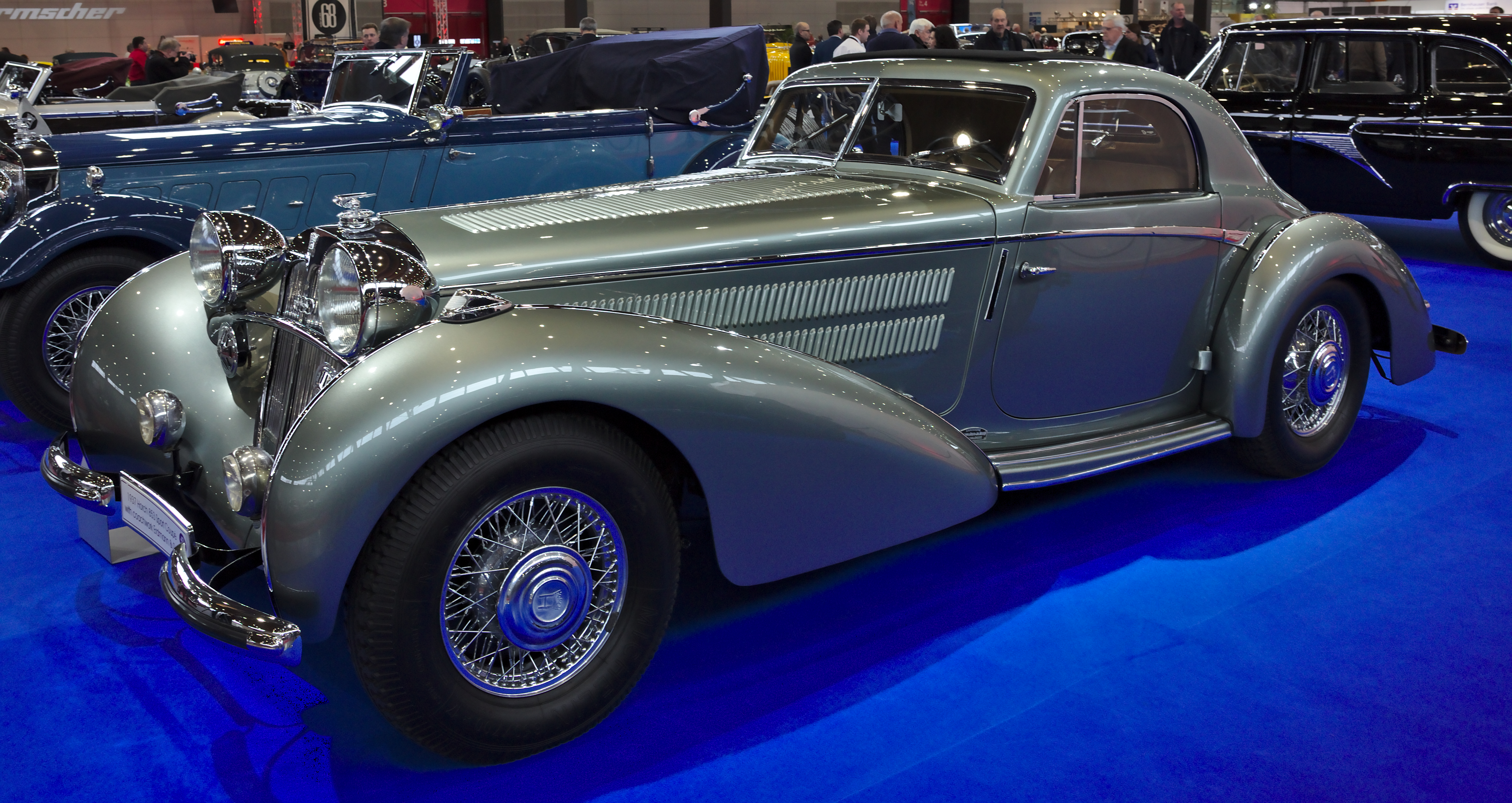
Horch 853 Coupé (Erdmann & Rossi Karosserie)

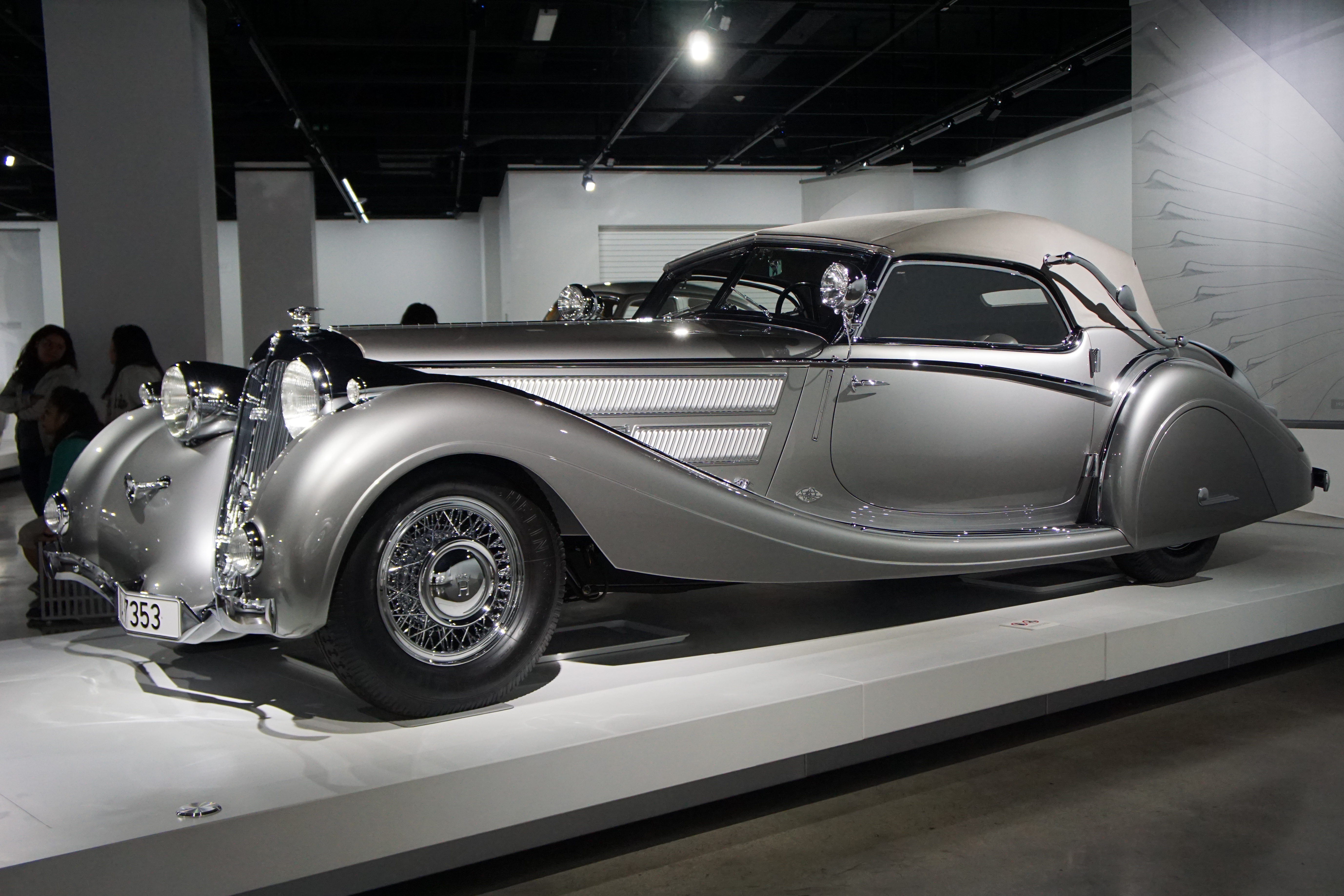
1937 Horch 853 Voll & Ruhrbeck Sport Cabriolet

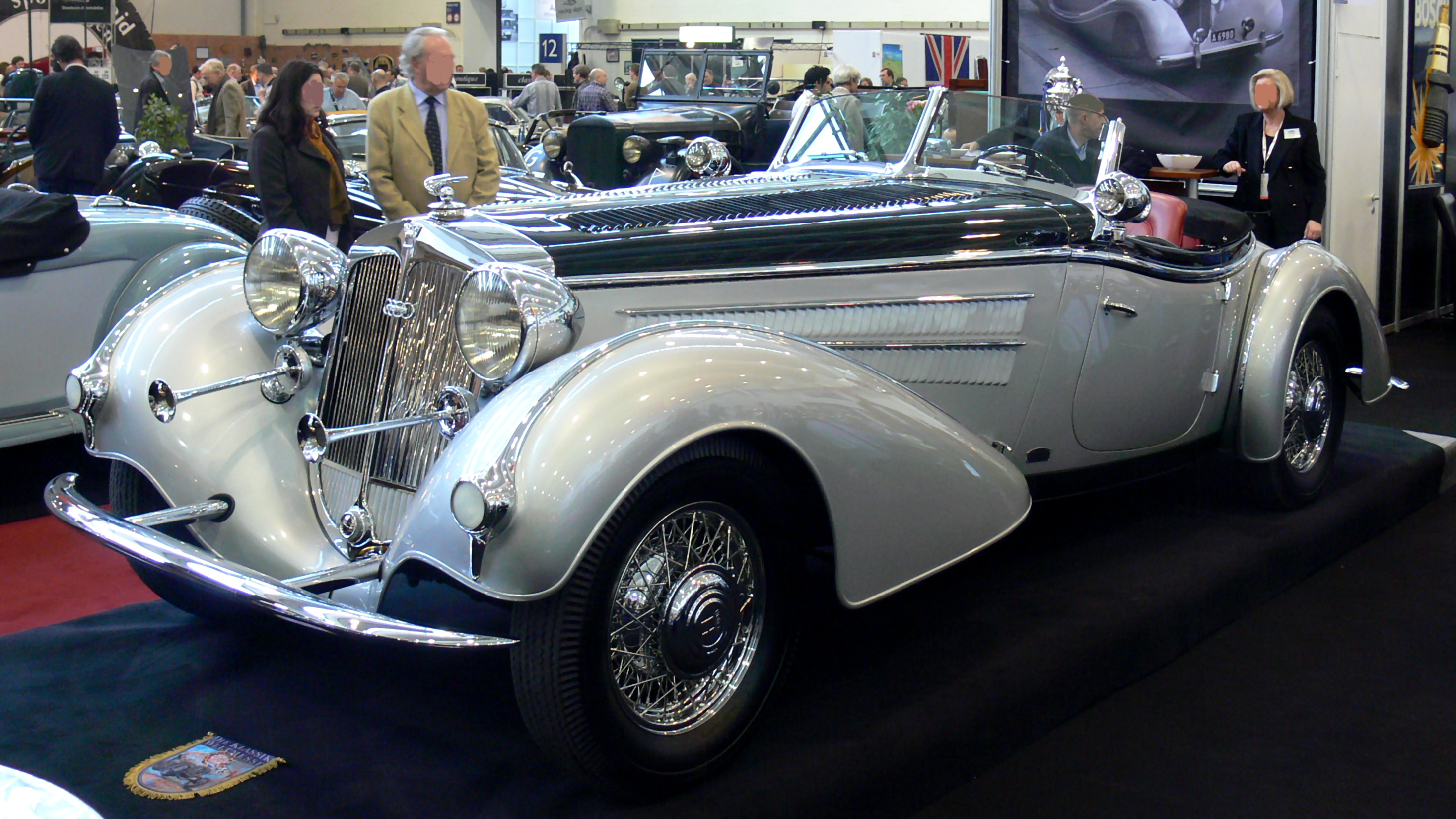
Horch 855 Spezialroadster

|                       | 850 Sport                              | 853                                        | 853 A                                  | 855                                    |
| --------------------- | -------------------------------------- | ------------------------------------------ | -------------------------------------- | -------------------------------------- |
| Baujahre              | 1935–1936                              | 1935–1939                                  | 1938–1939                              | 1938–1939                              |
| Aufbauten             | Cb2                                    | Cb2                                        | Cb2                                    | R2                                     |
| Motor                 | Reihen-Achtzylinder-Viertakt-Ottomotor | Reihen-Achtzylinder-Viertakt-Ottomotor     | Reihen-Achtzylinder-Viertakt-Ottomotor | Reihen-Achtzylinder-Viertakt-Ottomotor |
| Ventilsteuerung       | obengesteuert (OHC)                    | obengesteuert (OHC)                        | obengesteuert (OHC)                    | obengesteuert (OHC)                    |
| Bohrung × Hub         | 87 mm × 104 mm                         | 87 mm × 104 mm                             | 87 mm × 104 mm                         | 87 mm × 104 mm                         |
| Hubraum               | 4944 cm³                               | 4944 cm³                                   | 4944 cm³                               | 4944 cm³                               |
| Nennleistung          | 100 PS (73,5 kW)                       | 100 PS (73,5 kW) ab 1937: 120 PS (88,3 kW) | 120 PS (88,3 kW)                       | 120 PS (88,3 kW)                       |
| Verbrauch             | 22 l/100 km                            | 22 l/100 km                                | 22 l/100 km                            | 22 l/100 km                            |
| Höchstgeschwindigkeit | 130 km/h                               | 135 km/h                                   | 135 km/h                               | 140 km/h                               |
| Leergewicht           | 2600 kg                                | 2600 kg                                    | 2600 kg                                | 2400–2450 kg                           |
| zul. Gesamtgewicht    | 2950 kg                                | 2950 kg                                    | 2950 kg                                | 2750–2800 kg                           |
| Bordspannung          | 12 Volt                                | 12 Volt                                    | 12 Volt                                | 12 Volt                                |
| Länge                 | 5350 mm                                | 5350 mm                                    | 5350 mm                                | 5230–5350 mm                           |
| Breite                | 1830 mm                                | 1830 mm                                    | 1830 mm                                | 1810 mm                                |
| Höhe                  | 1580 mm                                | 1580 mm                                    | 1580 mm                                | 1560 mm                                |
| Radstand              | 3450 mm                                | 3450 mm                                    | 3450 mm                                | 3300–3450 mm                           |
| Spur vorne/hinten     | 1510 mm/1576 mm                        | 1510 mm/1576 mm                            | 1510 mm/1576 mm                        | 1510 mm/1576 mm                        |
| Wendekreis            | 14,5 m                                 | 14,5 m                                     | 14,5 m                                 | 13,5–14,5 m                            |

- T6 = 6-sitziger Tourenwagen
- PL4 = 4-türige Pullman-Limousine
- PC4 = 4-türiges Pullman-Cabriolet
- Cb2 = 2-türiges Cabriolet
- Cb4 = 4-türiges Cabriolet
- R2 = 2-türiger Roadster
- SA = Sonderausführung